# Heterolimnophila subtruncata
Heterolimnophila subtruncata is een tweevleugelige uit de familie steltmuggen (Limoniidae). De soort komt voor in het Australaziatisch gebied.